# Inese Zandere
Inese Zandere (ur. 15 września 1958 w Doblenie) – łotewska pisarka i poetka, publicystka, ceniona autorka książek dla dzieci i młodzieży. Uhonorowana najwyższym z obecnie nadawanych łotewskich odznaczeń państwowych Orderem Trzech Gwiazd.

## Życiorys
Inese Zandere ukończyła filozofię na Uniwersytecie Łotewskim. Współpracowała z gazetami „Diena”, „Pionieris”, a także z magazynem „Rīgas Laiks”, w którym pełniła również funkcję redaktora naczelnego.
Zadebiutowała w 1974 roku publikując w magazynie „Padomju Jaunatne” wiersz Es vēl biju maziņa, maziņa... Od 1988 roku jest członkiem Związku Pisarzy Łotewskich, od 1989 roku członkiem łotewskiego PEN Clubu, od 1996 roku członkiem
rady powierniczej Łotewskiej Fundacji Kultury. W latach 1997–2006 była również członkiem zarządu i rady stypendialnej Łotewskiej Fundacji Kultury. 
Inese Zandere jest autorką ponad 30 książek dla dzieci i młodzieży. Wiele z nich przetłumaczono na angielski, niemiecki, szwedzki i estoński. Na polski tłumaczono jedynie wiersze Inese Zandere. Jej prace zainspirowały do stworzenia kilku filmów animowanych, sztuk teatralnych i programów dla dzieci. 
Inese Zandere została autorką przesłania na Międzynarodowy Dzień Książki dla Dzieci w 2018, ustanowiony w 1967 r. przez Międzynarodową Izbę ds. Książek dla Młodych (IBBY) w celu promowania pięknej literatury i grafiki dla młodego czytelnika. W 2018 roku gospodarzem była Łotwa, a list do dzieci z całego świata pod hasłem ,,W książce małe jest wielkie” napisała Inese Zandere. Został on przetłumaczony przez Katarzynę Ryrych. Za swój wkład w literaturę otrzymała w 2008 roku najwyższą łotewską nagrodę państwową  Order Trzech Gwiazd.

## Wybrane działa

### Poezja
- Grāmatiņa, 1983
- Laimīgie meli, 1988
- Melnās čūskas maiznīca, 2003
- Putna miegā, 2014
- No mazā. Dzeja 1975-2015, 2015

### Książki dla dzieci i młodzieży
- Kas aug manā dārziņā, 1990
- Annas pasakas, 1994
- Jaunajās mājās, 2000
- Iekšiņa un āriņa, 2002
- Lidojošie burti, 2003
- Iekšiņa un āriņa: papildināts izdevums, 2004
- Iekšiņas un āriņas kalendārs, 2004
- Limonāde, 2005
- Ja tu esi sivēns. 25 mīklu panti, 2006
- Pingus Posta piedzīvojumi, 2006
- Ko teica Gaiļa kungs, 2007
- Ceļojums ar lielo Šarloti, 2007
- Vārdurati, 2008
- Dzejoļi māsai un brālim, 2008
- Brīnumbēbīša gads, 2008
- Karalis ezis, 2009
- Princešu piedzīvojumi, 2010
- Dieguburti, 2011
- Kā Lupatiņi mainījās / Kā Lupatiņi mazgājās, 2011